# Philippe de La Hire

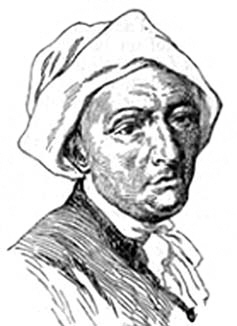

Philippe de La Hire (ur. 18 marca 1640 w Paryżu, zm. 21 kwietnia 1718) – francuski astronom i matematyk.

## Życiorys
Syn francuskiego malarza Laurenta de La Hire.
Wykonywał obserwacje astronomiczne i astrometryczne w obserwatorium paryskim. Od 1678 członek Francuskiej Akademii Nauk. Wspólnie z Giovannim Domenico Cassinim dokonał pomiaru łuku południka. Napisał: „Sectiones conicae”, 1685 („Przecięcia stożkowe”). Ojciec Gabriela, matematyka.
Na jego cześć nazwano księżycową górę Mons La Hire.